# Chwościk

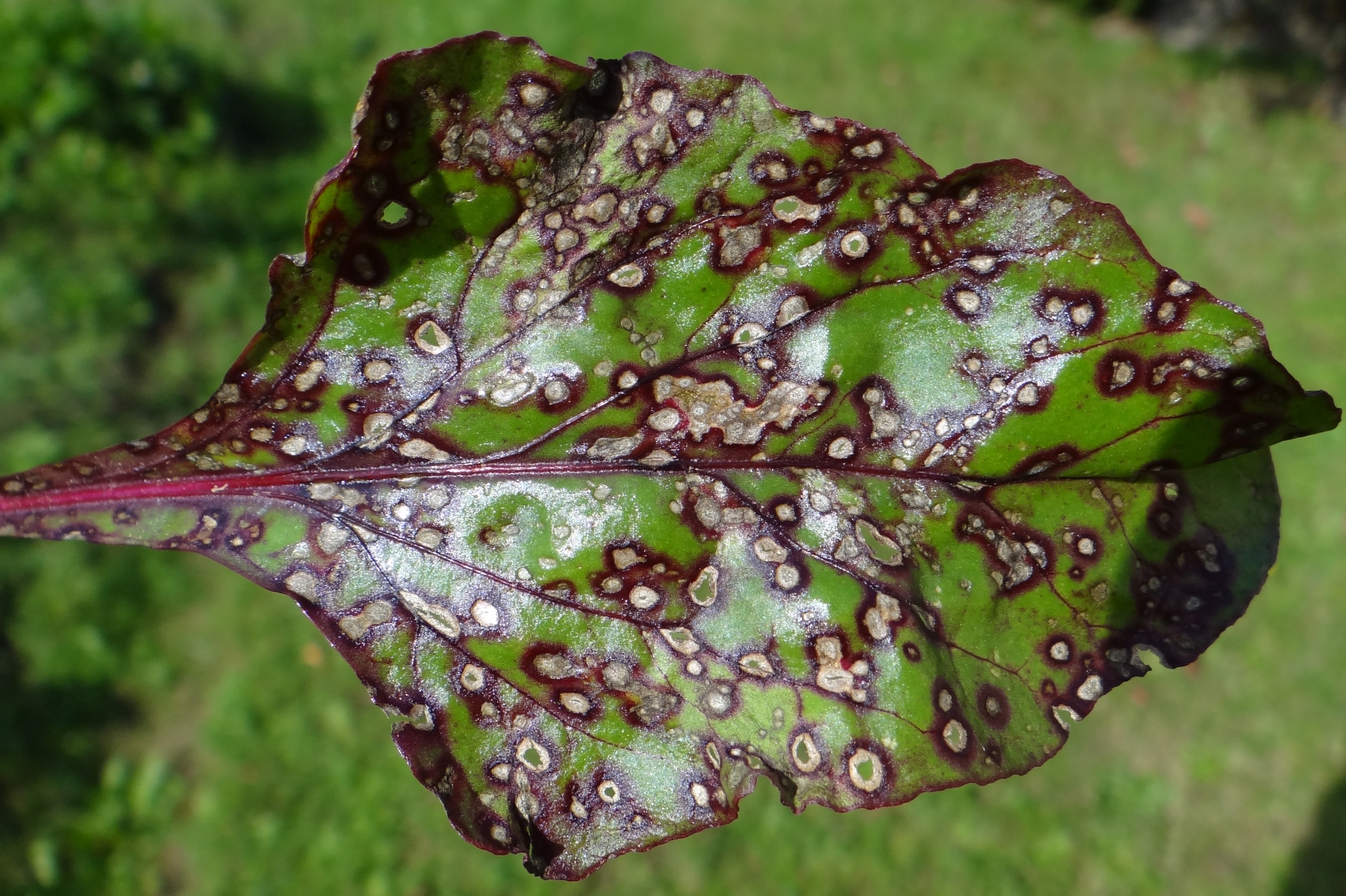
Chwościk buraka

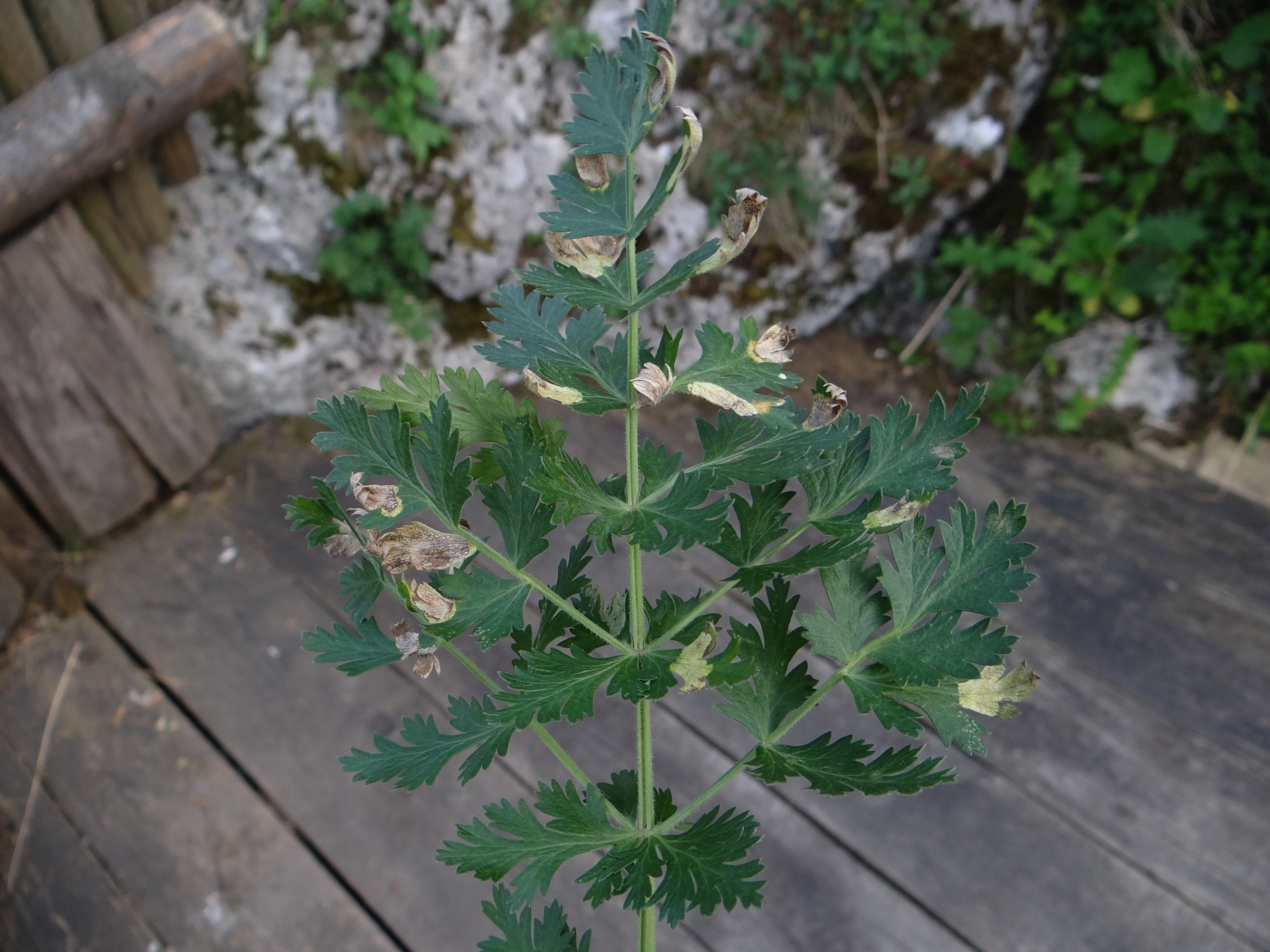
Chwościk selera

Chwościk lub cerkosporoza – grupa grzybowych chorób roślin wywołana przez gatunki zaliczane do rodzaju Cercospora. W opracowaniu „Polskie nazwy chorób roślin uprawnych” preferowana jest polska nazwa chwościk. Ma to uzasadnienie także w tym, że zmiany w taksonomii tego rodzaju spowodowały, że obecnie wiele jego gatunków należy do innych rodzajów, w związku z tym używanie nazwy cerokosporoza jest już nieprawidłowe. Nazwę cerokosporoza zachowano tylko dla jednej choroby (cerkosporoza róży), wszystkie pozostałe mają nazwę chwościk.
Do chwościków należą (w nawiasie wywołujące je gatunki grzybów):
- chwościk bobu (Cercospora zonata)
- chwościk buraka (Cercospora beticola)
- chwościk chrzanu (Cercospora armoraciae)
- chwościk gryki (Cercospora fagopyri, Cercospora polygonaceae)
- chwościk lucerny (Cercospora medicaginis)
- chwościk papryki (Cercospra capsici, Cercospra melongenae)
- chwościk rącznika (Cercospora ricinella)
- chwościk selera (Cercospora apii)
- chwościk soi (Cercospora kikuchii, Cercospora sojina)
- chwościk ziemniaka (Passalora concors)

Głównymi objawami chwościków jest plamistość liści.